# Pêro Pinheiro
Pêro Pinheiro era una freguesia portuguesa del municipio de Sintra, distrito de Lisboa.

## Historia
Fue convertida en villa el 24 de agosto de 1989.
Fue suprimida el 28 de enero de 2013, en aplicación de una resolución de la Asamblea de la República portuguesa promulgada el 16 de enero de 2013 al unirse con las freguesias de Almargem do Bispo y Montelavar, formando la nueva freguesia de Almargem do Bispo, Pêro Pinheiro e Montelavar.

## Equipamientos e industrias
La parroquia cuenta con una industria minera, que extrae piedra calcárea de las minas existentes en la zona. En los territorios de la freguesia se encuentra instalada la Base Aérea de Sintra, de la Fuerza Aérea Portuguesa.

## Localidades
- Granja do Marquês, Pêro Pinheiro, Morelena, Sabugo.